# Cassià Bas
Cassià Bas, conegut també com a Bas Escolàstic (en llatí Cassianus Bassus o Bassus Scholasticus), va ser el compilador de la Geopònica, llibre d'agricultura normalment atribuït a Constantí VII Porfirogènit (911-959). Bas l'hauria compilat per encàrrec de l'emperador.
D'aquest compilador només se sap que va viure a Constantinoble, però havia nascut a Maratonymun, probablement una ciutat de Bitínia. L'obra, que es conserva, consisteix en 20 llibres i està compilada a partir de diversos autors dels quals es dona sempre el nom.